# Botlatókövek Makón

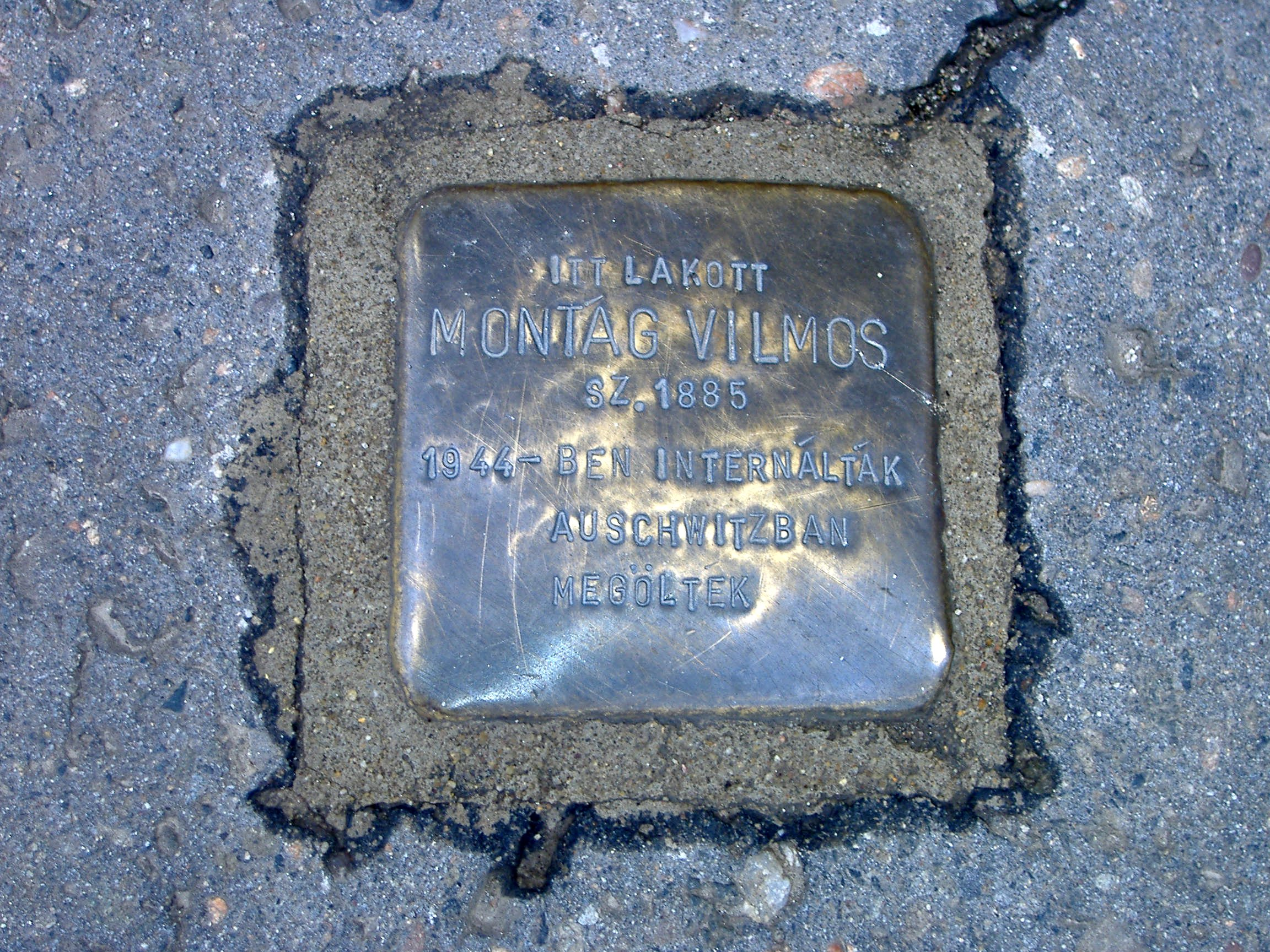

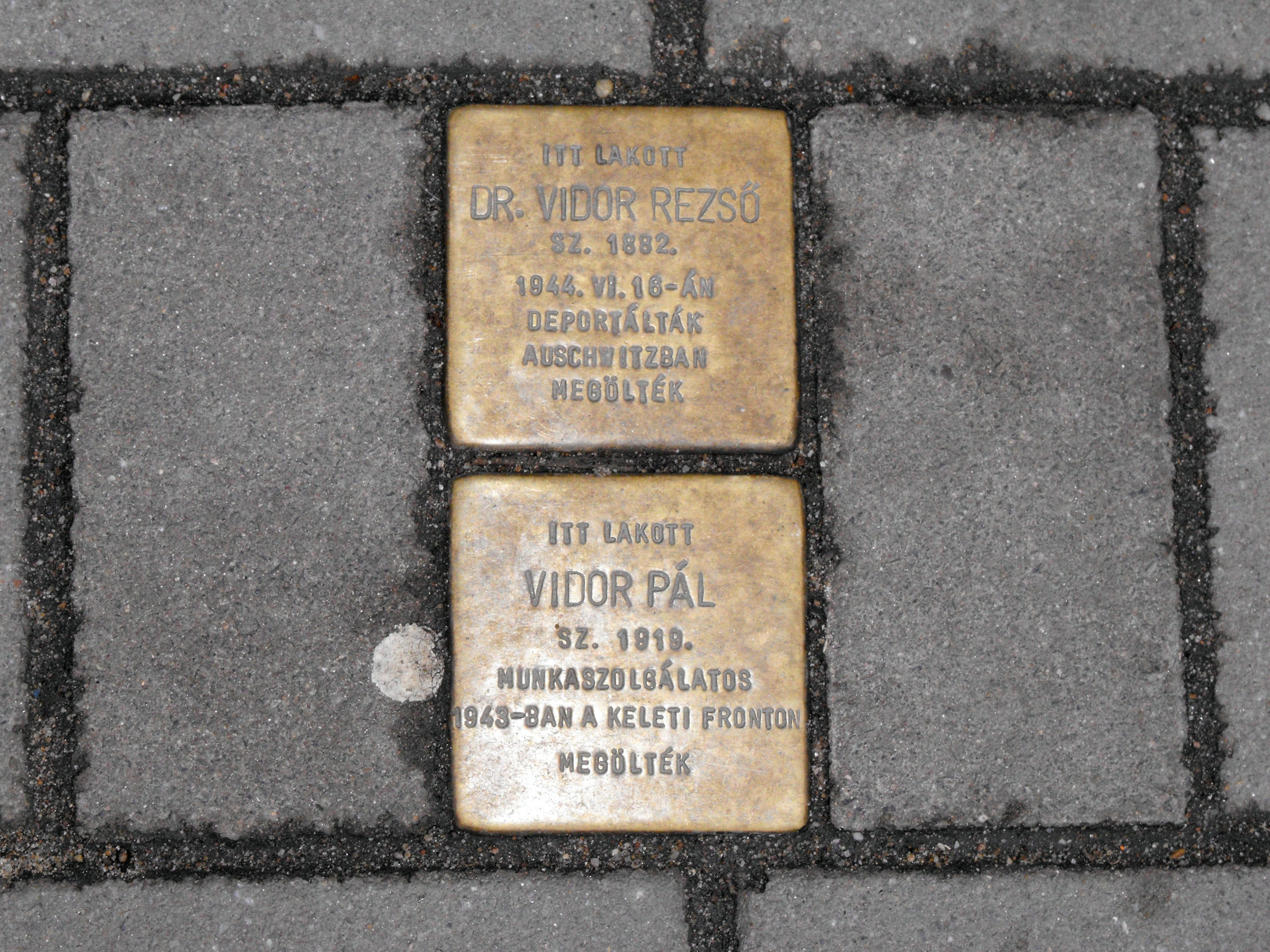

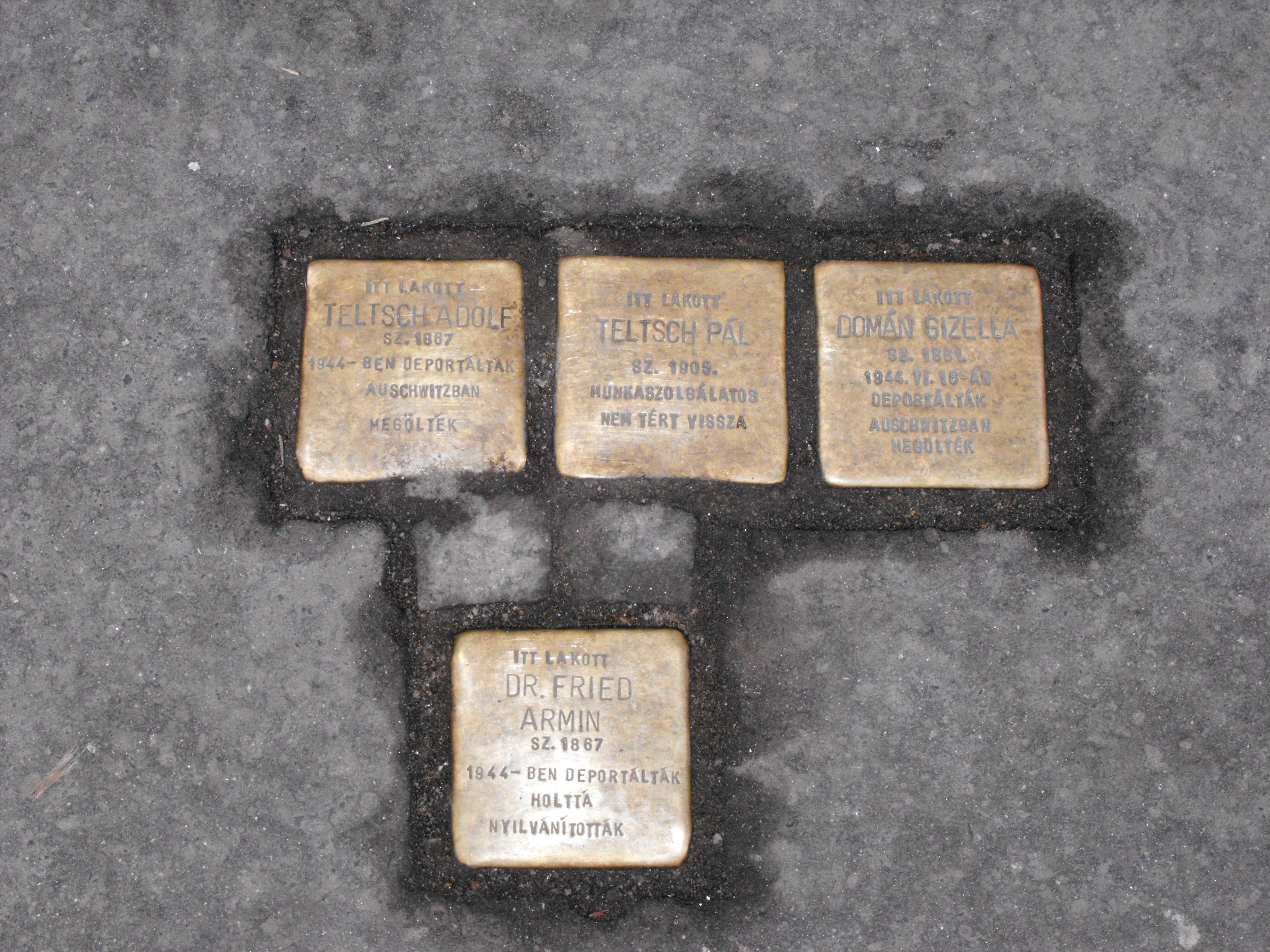

A makói botlatókövek három helyen összesen hét személy emlékét őrzik; alkotójuk Gunter Demnig. A holokauszt makói áldozatainak emlékét őrző műalkotások mindegyikét 2007. június 20-án helyezték el, és mindegyik kő a Belvárosban található.
- Eötvös utca 28.

Ebben az utcában egy darab botlatókövet helyezett el a német művész. Montágh Vilmosnak, a város egyik legjelentősebb hagymaexportőrének állít emléket. A budapesti toloncházba, majd a csörgői internálótáborba szállították. Minden valószínűség szerint Auschwitzban hunyt el; 1944. június 21-én nyilvánították halottá.
- Széchenyi tér 7.

Az épületben lakott Dr. Vidor Rezső, adóügyi tanácsnok. Fiával, Vidor Pállal együtt valószínűleg Auschwitzban hunyt el.
- Széchenyi tér 8.

A Bérpalota volt az otthona Dr. Fried Árminnak, a Kossuth-párt helyi vezetősége tagjának, köztiszteletben álló fogorvosnak. Szeged után valószínűleg Auschwitzba szállították, 1944. június 28-án nyilvánították halottá. Itt lakott még Teltsch Adolf fakereskedő, a városi képviselő-testület tagja is. Deportálása után Szegedre, majd az ausztriai Strasshofba került; Auschwitzban hunyt el. Felesége, Teltsch Adolfné Domán Gizella valószínűsíthetően szintén itt halt meg. Fiuk, Teltsch Pál munkaszolgálatosként tűnt el.